# Prosciutto Veneto Berico-Euganeo
Prosciutto Veneto Berico-Euganeo (DOP) è un preparato a base di carne a Denominazione di origine protetta il cui disciplinare identifica la zona di produzione nei comuni di Montagnana, Saletto (oggi frazione di Borgo Veneto), Ospedaletto Euganeo, Este, Pressana, Roveredo di Guà, Noventa Vicentina, Pojana Maggiore, Orgiano, Alonte, Sossano, Lonigo, Sarego, Villaga, Barbarano Vicentino.
Il prosciutto viene prodotto utilizzando la coscia del maiale sottoposta a salagione e stagionatura. Nella produzione del prosciutto veneto berico-euganeo si utilizzano cosce di maiali della varietà Suino Pesante Padano dell'età di almeno 9 mesi affinché abbiano superato i 150 chili di peso corporeo. Al termine della lavorazione, che dura circa un anno, il prosciutto pesa fra gli 8 e gli 11 chili.
Il disciplinare descrive le caratteristiche del prosciutto veneto: "colore rosa tendente al rosso nella parte magra, bianco puro in quella grassa, dall'aroma delicato, dolce e fragrante". Impresso a fuoco il marchio del consorzio per la tutela, il leone alato di S.Marco.
Il prosciutto dolce Val Liona, ovvero un prosciutto veneto esclusivamente lavorato nei comuni vicentini, è in attesa del riconoscimento del marchio IGP.

## Storia
Il maiale è stato uno dei primi animali allevati dall'uomo fin da tempi antichissimi: le prime testimonianze di tale pratica risalgono ai graffiti della grotta di Altamira (circa 40000 a.C.).
La Val Liona, che da Sossano si protende fra i Colli Berici verso Montecchio Maggiore, era ricchissima di vegetazione e l'abbondanza di ghiande e castagne rese possibile allevare i suini fin dal VI - VII secolo: gli animali erano lasciati pascolare liberamente, senza spesa per il contadino, si riproducevano con facilità e giungevano ad una taglia notevole in pochi mesi. Dal maiale si potevano ricavare vari insaccati, da conservare e utilizzare in ogni momento dell'anno.
In Veneto la tradizione di lavorare la carne per conservarla era persino precedente: sin dal III secolo a.C. i veneti commerciavano con i romani vendendo carni salate o affumicate o salami e salsicce speziate prodotti con carne di vari animali, fra cui suini.
L'allevamento del maiale (o Mas'cio in lingua veneta) e la sua uccisione al momento opportuno rappresentano una delle tradizioni contadine più antiche e sentite in tutto il Veneto. A testimonianza di questo il portale della Basilica di San Marco di Venezia, risalente alla metà del XIII secolo, è decorato da un bassorilievo nel quale il mese di dicembre è rappresentato della macellazione del maiale da parte del mazzìn. Tradizionalmente il maiale era sacrificato dopo la festa di san Tommaso (21 dicembre).
Nel XVII secolo era già in uso una tecnica di lavorazione paragonabile a quella odierna.
Dall'inizio degli anni settanta a Montagnana è ubicata la sede del Consorzio del Prosciutto Veneto Berico Euganeo nato nell'intento di tutelare il marchio "prosciutto veneto".
Il primo importante riconoscimento si ebbe quando, attraverso la Legge 4/11/1981 N° 628 "Tutela della denominazione d'origine del prosciutto veneto-berico-euganeo", fu delimitata con precisione la zona di produzione
Il riconoscimento della denominazione DOP da parte dell'Unione europea risale al 1996.

## Tecniche di lavorazione
• 1º giorno
All'arrivo le cosce vengono scelte rigorosamente, selezionate per peso, sottoposte all'esame sanitario e, in presenza dell'ispettore del Consorzio, munite del sigillo metallico che garantirà origine e data certa di salatura.
Questa fase è la prima e più importante ai fini dell'acquisizione da parte del prosciutto di quella dolcezza che è una delle sue peculiari caratteristiche. È qui che la maestria di chi “accarezza” le cosce diventa l'arte di fare il Prosciutto Veneto.
• 10º - 15º giorno
L'abilità del salatore non consiste tanto nel distribuire la quantità di sale sul prosciutto, quanto invece nel levarlo dal sale al momento giusto (tra il 10º e il 15º giorno appunto), in rapporto al peso delle cosce. A questo punto il prosciutto viene leggermente pressato e posto a riposo a temperatura e umidità controllate per 60 giorni, tempo in cui comincia il processo d'asciugamento e il sale penetra uniformemente in tutta la massa muscolare.
• 75º giorno
Il prosciutto viene lavato, rifinito, e fatto asciugare al naturale.
• 90º giorno
Inizia ora la lunga fase della maturazione naturale.
• 160º giorno
Viene eseguito un primo controllo di qualità, mediante la puntatura con un ago-sonda che permette di valutare il progredire della maturazione.
L'applicazione dello “stucco”, un semplice naturale impasto di farina di cereali e grasso suino, protegge il prosciutto e ne mantiene intatta la morbidezza per tutto il successivo periodo di stagionatura.
• 300º giorno
Raggiunto il minimo di stagionatura previsto dalla Legge, l'ispettore del Consorzio effettua un ulteriore controllo di qualità. Il prosciutto giudicato idoneo viene marchiato a fuoco con il Leone di S. Marco e la scritta VENETO, simboli che garantiscono le caratteristiche tutelate dalla Legge.
Munito del marchio dell'azienda produttrice, il Prosciutto Veneto è distribuito per la commercializzazione. Il prolungamento di stagionatura ne esalta e accresce il profumo, il sapore e la fragranza, frutti del lungo e paziente lavoro dei Maestri Prosciuttai Veneti.

## Ricette
- Risotto al prosciutto Veneto Berico Euganeo DOP
- Prosciutto Veneto Berico Euganeo DOP e Melone del Montagnanese
- Pizza con Prosciutto Veneto Berico Euganeo DOP